# Skör lansmossa
Skör lansmossa (Didymodon sinuosus) är en bladmossart som beskrevs av Delogne 1873. Skör lansmossa ingår i släktet lansmossor, och familjen Pottiaceae. Enligt den svenska rödlistan är arten starkt hotad i Sverige. Arten förekommer i Götaland, Gotland och Öland. Artens livsmiljö är skogslandskap, våtmarker. Inga underarter finns listade i Catalogue of Life.